# A escondidas
A escondidas es una obra romántica de 2014 dirigida por Mikel Rueda, filmada por barrios de Bilbao. El objetivo de Rueda era crear una escena que podría suceder en cualquier barrio de cualquier ciudad. Rueda dedicó el proyecto a Álex Angulo, un actor vasco quién murió en un accidente automovilístico en julio de 2014. Los temas que la película trata son tales como el primer amor en la adolescencia, problemas socioculturales, dilemas morales, racismo, deportaciones y la forma de conectar emocionalmente a través de estas barreras.

## Argumento
En Bilbao, Rafa es un estudiante de clase media de 14 años que se siente alienado e incómodo cada vez que sus amigos hablan de chicas, ya que secretamente no siente atracción por ellas. Su cuadrilla y especialmente su mejor amigo, Guille, intentan emparejarle con Marta, una compañera. Rafa se molesta cuando Javi, el líder de su cuadrilla, da su número a Marta sin su permiso y ella comienza a mensajearle.
Practicando waterpolo, Rafa se interesa por un chico coetáneo y le sigue a una azotea después del entrenamiento. Se trata de Ibra, un migrante marroquí que reside en un centro de acogida tras abandonar a su familia. Aunque su trato es frío al principio, pronto entablan amistad compartiendo un cigarrillo y tirando piedras.
Una noche, Rafa e Ibra acuden a la misma discoteca con sus respectivas cuadrillas. Los amigos de Rafa le animan a besar a Marta, pero se siente tan incómodo que se va al baño a relajarse, acompañado por Ibra. Al regresar, sus cuadrillas están peleándose por una chica, haciendo que Rafa se despida al calmarse la situación. Esa noche, Ibra y sus compañeros del centro se despiertan cuando la policía intenta llevarse a Said, un amigo suyo. Ibra y un cuidador pasan la noche detenidos por intervenir.
Rafa queda cada vez más con Ibra, a medida que su relación con Guille se dista y evita todo acercamiento de Marta. Contemplando el ocaso en la playa, Ibra regala un amuleto de la amistad a Rafa. Esperando a Ibra una tarde, Rafa se encuentra por sorpresa con su cuadrilla, quienes hablan de rumores de que sale con un chico marroquí. Ibra se acerca y los escucha a escondidas, y le duele oír a Rafa desentenderse asegurando que jamás se haría amigo de un moro. Tras salir con ellos, Rafa acude al centro en busca de Ibra, pero se entera de que se ha escapado temiendo ser deportado a Marruecos, como Said.
Sin que Rafa lo sepa, Ibra está haciendo autoestop en una carretera secundaria. Acude a una gasolinera cuando comienza a llover y le pillan robando comida. Los dueños están a punto de llamar a la policía, pero Youssef, otro migrante, interviene y paga por él. Al salir, Youssef acoge a Ibra en su piso marginal, conviviendo con otros migrantes ilegales y un menor profundamente discapacitado bajo su tutela. Un día y sin querer, Ibra ayuda a Youssef a robar en una farmacia y después se entera de que tendrá que hacer de camello.
Aunque Rafa se alegra de reencontrarse con Ibra, este le echa en cara lo que dijo a sus amigos. Rafa le pide perdón y le invita al local de su cuadrilla. Allí comienzan a jugar y justo cuando están intimando les pillan Guille, Javi y el resto de la cuadrilla, quienes incrédulos ante lo que ven comienzan a hacer comentarios racistas y homófobos. Después de enfrentarse a ellos, Rafa e Ibra pasan el tiempo en las barracas, donde se encuentran con Youssef, quien comienza a perseguirles porque Ibra ha robado su dinero. Tras evadirle, Rafa trae a casa a Ibra pues se ha herido la rodilla. Mientras sana su herida, los dos acaban besándose.
Regresan brevemente al centro de Ibra, pero se escapan en seguida al enterarse de que la policía viene a deportarlo. Se encuentran con Guille en la calle, quien arrepentido por su actitud y empatizando con los sentimientos de Rafa, les da todo su dinero para ayudarles a huir. Rafa y Guille se abrazan entre lágrimas, con la intención de despedirse para siempre. Trasnochando en una estación de tren, Rafa e Ibra ayudan a Youssef y su niño huir de la policía. Por ello, Youssef perdona a Ibra por robarle y explica que la policía ha tomado su piso.
Empiezan a correr hacia un tren partiendo para Francia, pero solo Youssef y el niño logran subirse, ya que Rafa se cae e Ibra para a ayudarle. Ibra consigue escapar de la policía otra vez y se cuelga de un camión, retomando su vida de fugitivo. De vuelta en clase, Rafa, entristecido, sujeta con amor el amuleto de Ibra.

## Reparto
| Intérprete       | Personaje |
| ---------------- | --------- |
| Germán Alcarazu  | Rafa      |
| Adil Koukouh     | Ibra      |
| Joseba Ugalde    | Guille    |
| Moussa Echarif   | Youssef   |
| Ana Wagener      | Alicia    |
| Álex Angulo      | Jose      |
| Eder Pastor      | Javi      |
| Mansour Zakhnini | Said      |
| Khalid Chiyar    | Rashid    |
| Garazi Navarro   | Marta     |